# Pfarrhaus (Geisenried)

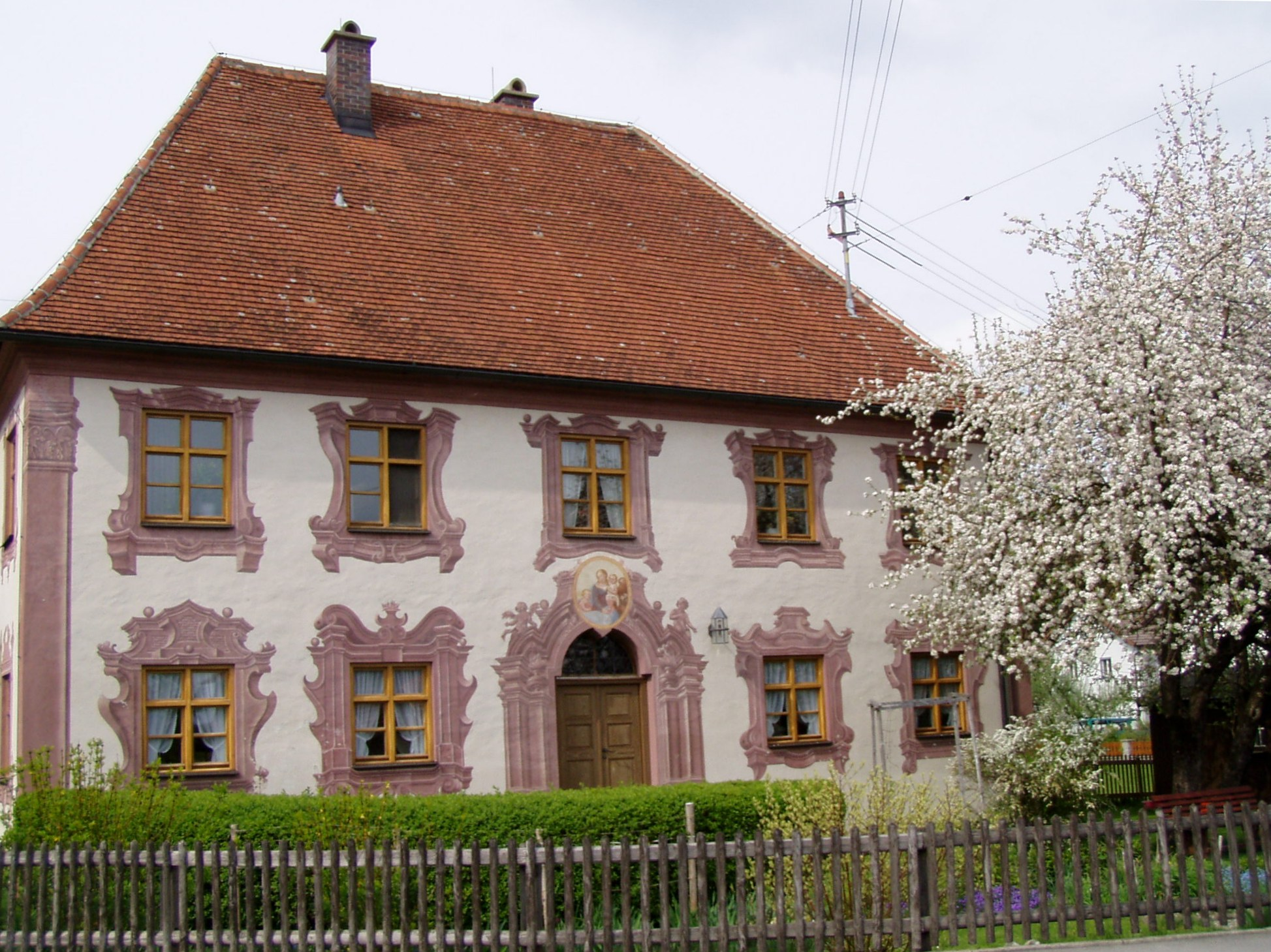
Pfarrhaus in Geisenried

Das Pfarrhaus in Geisenried, einem Stadtteil von Marktoberdorf im Landkreis Ostallgäu im bayerischen Regierungsbezirk Schwaben, wurde 1749 errichtet. Das Pfarrhaus an der Geisenrieder Straße 8, östlich der Kirche St. Alban, ist ein geschütztes Baudenkmal.
Der zweigeschossige Walmdachbau mit Architekturmalereien wurde von Philipp Martin errichtet. Über dem Südeingang ist ein Fresko mit der Darstellung der Heiligen Familie zu sehen. 
Im Inneren sind Bandelwerkstuck aus der Erbauungszeit, später zum Teil durch Rocaillen ergänzt, erhalten.